# Macallé
El Macallé fue un submarino italiano construido por la Regia Marina durante la década de 1930. Recibió su nombre en honor a la ciudad etíope de Mekele.

## Diseño
Los submarinos de la clase Adua como el Macallé eran esencialmente diseños similares a los de la clase Perla anterior y contaban con 60,18 metros de largo, una manga de 6,45 metros y un calado de 4,7 metros.
Para el funcionamiento en la superficie eran impulsados por dos motores diesel de 600 caballos de fuerza (447 kW), cada uno impulsando un eje de hélice. Cuando se sumergía, cada hélice era impulsada por un motor eléctrico de 400 caballos de fuerza (298 kW). Podían alcanzar 14 nudos (26 km/h; 16 mph) en la superficie y 7,5 nudos (13,9 km/h; 8,6 mph) bajo el agua. En la superficie, la clase Adua tenía un alcance de 3.180 millas náuticas (5.890 km; 3.660 mi) a 10,5 nudos (19,4 km/h; 12,1 mph), sumergidos, tenían un alcance de 74 nmi (137 km; 85 mi) a 4 nudos (7,4 km/h; 4,6 mph).
Estaban armados con seis tubos de torpedo internos de 53,3 cm, cuatro en la proa y dos en la popa. También estaban armados con un cañón de cubierta de 100 mm para el combate en la superficie. El armamento antiaéreo ligero consistía en uno o dos pares de ametralladoras de 13,2 mm (0,52 pulgadas).

## Construcción y carrera
El Macallé llegó el 29 de octubre de 1936 a los astilleros de la compañía OTO en La Spezia e inició su servicio el 1 de marzo de 1937. El 20 de abril de 1937 fue asignado a la 23.ª Escuadra con base en Nápoles. Después de un breve entrenamiento, del 27 de agosto al 3 de septiembre de 1937, realizó una misión especial en relación con las operaciones de la Guerra Civil Española. En 1938 fue reasignado a La Spezia y en 1940, en vista de su limitado uso, fue trasladado a Massawa y pasó a formar parte de la 82.ª Escuadra (VIII Grupo de Submarinos) de la Flotilla del Mar Rojo. El 10 de junio de 1940 comenzó su primera misión de guerra para operar en una zona a unas ocho millas al este de Puerto Sudán.

### Accidente
El 14 de junio de 1940 la tripulación del Macallé divisó un faro y supuso que era el perteneciente al arrecife de Sanganeb, pero en realidad era el faro del Gider Hindi, situado a unas treinta millas más allá. Esta identificación errónea llevó a la tripulación a creer que el submarino se encontraba en aguas más profundas. En la madrugada del 15 de junio el submarino encalló en la isla de Bar Musa Chebir, al sureste de Puerto Sudán, y terminó inclinándose unos 60° a la izquierda, con su proa completamente fuera del agua y la popa todavía sumergida. La tripulación se las arregló para mover los materiales necesarios y la comida en tierra y destruir todos los códigos y documentos secretos. El submarino permaneció en las rocas pero horas después se hundió en el océano. Sin embargo, en medio de la confusión, la tripulación no informó a la base de Massawa sobre su destino y posición. Como resultado, la tripulación quedó atrapada en una isla aislada con escasos suministros y sin que la base supiera su posición.
Como sería imposible sobrevivir durante mucho tiempo en una isla desierta, y no estaban dispuestos a rendirse ante el ejército británico, decidieron enviar un grupo de voluntarios para tratar de llegar a un puesto de avanzada italiano en la costa de Eritrea. En la tarde del 15 de junio, tres hombres partieron en un pequeño velero. El 17 de junio llegaron a la costa de Sudán, pero como era territorio británico, tuvieron que continuar navegando. El 20 de junio de 1940 llegaron finalmente al faro de Taclai, en Eritrea, y avisaron al mando de Massawa.
Un avión fue enviado desde Massawa y dejó algo de comida en la isla alrededor de las 8:00 del 22 de junio de 1940. Al mismo tiempo, el submarino Guglielmotti fue enviado desde la base, y el 22 de junio alrededor del mediodía, Guglielmotti rescató a la tripulación de Macallé. Un hidroavión británico aterrizó cerca de la isla poco después, pero Guglielmotti ya estaba sumergido y en camino de regreso a Massawa.
Lamentablemente, uno de los miembros de la tripulación, Carlo Acefalo, quien estuvo expuesto a una fuga de clorometano dentro del submarino, murió en la isla el 17 de junio y fue enterrado allí mismo. Elio Sandroni, el hombre que lideró la misión de rescate en el pequeño velero, recibió la Medalla de Plata al Valor Militar.

#### Rescate del cuerpo de Acefalo
Ricardo Preve, un cineasta y documentalista argentino, realizó varias expediciones al lugar en la década de 2010. En una de ellas encontró algunas piezas del Macallé y decidió emprender la búsqueda de los restos de Carlo Acefalo, los cuales fueron encontrados en el año 2017 y trasladados a Sudán para su respectiva exhumación. Los restos finalmente fueron llevados de regreso al pueblo natal del suboficial, una pequeña villa italiana de nombre Castiglione Falleto. El proceso del traslado de los restos de Acéfalo fue grabado y registrado en el documental de 2019 Volviendo a casa, dirigido por Preve.